# 點頭南鰍
點頭南鰍（學名：Schistura puncticeps）為輻鰭魚綱鯉形目條鰍科南鰍屬的其中一種。分布於亞洲緬甸Nam Paw溪流域，體長可達5.7公分，棲息在河川底層水域，生活習性不明。

## 扩展阅读
維基物種上的相關：點頭南鰍